# 406 mm M1919
L'M1919 era un pezzo da artiglieria pesante ad uso navale, costiero e ferroviario calibro 16 pollici (406 mm) realizzato negli Stati Uniti d'America.
La fusione del primo cannone di questo tipo venne cominciata nel 1895 e terminata nel 1902 presso l'Arsenale di Watervliet. Il cannone fu montato su un carrello a scomparsa a Fort Grant, nella zona del Canale di Panama, dove rimase in servizio fino al 1943.
Un secondo cannone, da 16-pollici ovvero 410 mm, venne iniziata nel 1919, anno da cui derivò il nome del modello (United States Army 50 caliber Model 1919 (M1919)).
Installato a Fort Michie, Great Gull Island, New York, fu seguito da altri sei esemplari marcati "M1919" destinati a difendere i porti statunitensi.
Nel 1922, con il Trattato Navale di Washington, la US Navy cancellò il programma per la costruzione delle navi da battaglia classe South Dakota e degli incrociatori classe Lexington. Questo rese inutili i fusti calibro 50 Mark II e Mark III già realizzati per armare le navi.
Questi venti fusti furono ceduti all'Esercito, che costruì una versione aggiornata del cannone M1919.
Il 27 luglio 1940, lo Army's Harbor Defense Board (Consiglio della Difesa Portuale dell'Esercito) raccomandò la costruzione di 27 batterie di cannoni da 16 pollici per proteggere i punti strategici della costa statunitense.
Il piano prevedeva l'installazione di cannoni per proteggere Narragansett Bay, nell'area di Rhode Island. Una batteria venne installata, ma la seconda fu cancellata per via della sospensione del progetto nel 1943. La prima batteria venne dunque posizionata per coprire anche i canali d'accesso a Buzzards Bay e Long Island Sound.
I cannoni potevano lanciare proietti da 1.020 kg a 42 km di distanza. Un cannone aveva un costo finale, comprensivo di opere di installazione, di circa 520.000 dollari del 1938. Il puntamento avveniva con il nuovo M1 Gun Data Computer.
Tutti gli esemplari esistenti sono stati distrutti entro il 1950, salvo uno oggi esposto al US Army Ordnance Museum di Aberdeen Proving Grounds, Aberdeen, Maryland.